# Christian Busch (Turner)

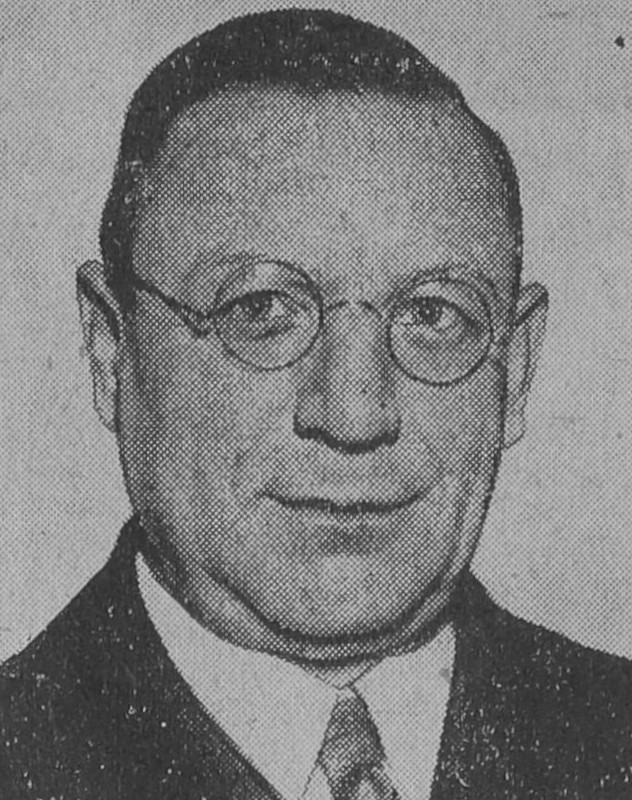
Christian Busch, um 1934

Christian Busch (* 8. Januar 1880 in Elberfeld; † 30. März 1977 in Solingen) war ein deutscher Turner, Olympiateilnehmer und Sportfunktionär.

## Leben
Busch nahm 1904 im Turnen an den Olympischen Spielen in St. Louis teil und erreichte im Zwölfkampf den 9. Platz. In der Zeit des Nationalsozialismus war er Reichssportwart und deutscher Olympia-Inspekteur. 1950 wurde er mit dem Ehrenring des Deutschen Leichtathletikverbandes ausgezeichnet.
Seit 1906 war Busch mit Emilie Schrepper verheiratet, mit der er einen Sohn und eine Tochter Grete hatte.
Busch wurde auf dem Friedhof in Gräfrath beerdigt.